# Скайлер, Джеймс
Джеймс Ска́йлер (англ. James Marcus Schuyler; 9 ноября 1923, Чикаго — 12 апреля 1991, Нью-Йорк, США) — американский поэт и прозаик, лауреат Пулитцеровской премии (1980).
Один из ведущих представителей Нью-Йоркской поэтической школы, наряду с Джоном Эшбери, Фрэнком О’Хара, Кеннетом Кохом и Барбарой Гест.

## Биография
Сын репортера. В 1941—1943 учился в Bethany College в Западной Виргинии. О времени учебы, как-то вспоминал, что успехами особо не отличался, проводя время за игрой в бридж.
В конце 1940-х годов переехал в Нью-Йорк. Работал в компании «Эн-би-си́», подружился с Уистеном Хью Оденом.
В 1947 перебрался в Европу, жил в Италии на о. Искья в квартире, которую снимал Оден. Был секретарем у своего друга. В 1947—1948 посещал лекции в университете Флоренции.
Вернувшись в США, поселился вместе с Джоном Эшбери и Фрэнком О’Хара в Нью-Йорке.
Был гомосексуалом, много лет страдал от маниака́льно-депресси́вного психо́за.
Умер на Манхэттене в апреле 1991 года от кровоизлияния в мозг.

## Творчество
Входил в так называемую Нью-Йоркскую школу поэзии, неофициальную группу американских поэтов, основанную в 1950-х годах в Нью-Йорке, как оппозиция к господствующей тенденции американской конфессиональной поэзии. Основная идея представителей Нью-Йоркской школы поэзии — расшатать академизм, сделать поэзию массовой, общественно значимой.
В 1958 году опубликовал повесть «Alfred and Guinevre», в 1960 — сборник стихов «Salute». Его дебютом, как поэта, принято считать
том поэзии «Freely Espousing» (1969), изданный им в 46-летнем возрасте.
С соавторстве с Джоном Эшбери написал повесть «A Nest of Ninnies» (1969), позже напечатал сборники стихов:
- The Crystal Lithium (1972),
- Hymn to Life (1974),
- The Home Book (1977),
- The Morning of the Poem (1980)
- A Few Days (1985).

В 1980 году стал лауреатом Пулитцеровской премии за том стихов «The Morning of the Poem», в котором титульное произведение считается одним из известнейших примеров поэзии постмодернизма.
Был стипендиатом Фонда Гуггенхайма и Американской академии поэтов.